# Fosfoinozitidna 5-fosfataza
Fosfoinozitidna 5-fosfataza (EC 3.1.3.36, tip II inozitol polifosfatna 5-fosfataza, trifosfoinozitidna fosfataza, IP3 fosfataza, PtdIns(4,5)P2 fosfataza, trifosfoinozitidna fosfomonoesteraza, difosfoinozitidna fosfataza, inozitol 1,4,5-trifosfatna 5-fosfomonoesteraza, inozitol trifosfatna 5-fosfomonoesteraza, fosfatidilinozitol-bisfosfataza, fosfatidil-mio-inozitol-4,5-bisfosfatna fosfataza, fosfatidilinozitol 4,5-bisfosfatna fosfataza, polifosfoinozitol lipidna 5-fosfataza, fosfatidil-inozitol-bisfosfatna fosfataza) je enzim sa sistematskim imenom fosfatidil-mio-inozitol-4,5-bisfosfat 4-fosfohidrolaza. Ovaj enzim katalizuje sledeću hemijsku reakciju
1-fosfatidil-1-mio-inozitol 4,5-bisfosfat + 2O {\displaystyle \rightleftharpoons } 1-fosfatidil-1-mio-inozitol 4-fosfat + fosfat
Ovi enzimi takođe mogu da uklone 5-fosfat sa Ins(1,4,5)P3 i/ili Ins(1,3,4,5)P4.

## Spoljašnje veze
- Phosphoinositide+5-phosphatase на 